# Elaenia martinica
Elénia-jamaicana-pequena ou guaracava-caribenha (Elaenia martinica) é uma espécie de ave da família Tyrannidae.
Pode ser encontrada nos seguintes países: Anguila, Antígua e Barbuda, Aruba, Barbados, Belize, Colômbia, Curaçau, Dominica, Estados Unidos, Gronelândia, Granada, Guadalupe, Ilhas Caimã, Ilhas Virgens Americanas, Ilhas Virgens Britânicas, Martinica, México, Monserrate, Países Baixos Caribenhos, Porto Rico, Santa Lúcia, São Cristóvão e Neves, São Pedro e Miquelão, São Vicente e Granadinas.
Os seus habitats naturais são: florestas secas tropicais ou subtropicais, florestas subtropicais ou tropicais húmidas de baixa altitude e florestas secundárias altamente degradadas.